# Muolen
Muolen − miejscowość i gmina we wschodniej Szwajcarii, w kantonie St. Gallen, w okręgu St. Gallen.

## Demografia
W Muolen mieszkają 1 242 osoby. W 2021 roku 9,2% populacji gminy stanowiły osoby urodzone poza Szwajcarią. 

## Transport
Przez teren gminy przebiegają droga główna nr 471.